# Angraecum caulescens
Angraecum caulescens es una orquídea epífita originaria de Madagascar y las Mascareñas.

## Distribución y hábitat
Se encuentra en las islas Mauricio, Reunión y Madagascar en los bosques húmedos en alturas medias.

## Descripción
Es una orquídea de tamaño diminuto, que prefiere clima cálido a fresco, es epífita con tallo erecto leñoso, con raíces alargadas grisáceas y que llevan hasta 10 hojas de color verde oscuro, onduladas, liguladas, estrechándose hacia la base y con el ápice bilobulado de manera muy desigual. Florece en una inflorescencia no ramificada que surge de debajo de las hojas, de 8 a 12 cm de largo, que llevan de 3 a 5 flores de 1.25 cm de ancho, tienen brácteas muy pequeñas.

## Taxonomía
Angraecum caulescens fue descrita por Louis Marie Aubert Du Petit-Thouars y publicado en Histoire Particulière des Plantes Orchidées t. 75. 1822.
Etimología
Angraecum: nombre genérico que se refiere en Malayo a su apariencia similar a las Vanda.
caulescens: epíteto latino que significa "con tallo" (se refiere a su hábito de ramificación).
Sinonimia
- Aerobion caulescens (Thouars) Spreng. 1826
- Epidorchis caulescens (Thouars) Kuntze 1891
- Mystacidium caulescens (Thouars) Ridl. 1885[1][4][5]